# Asmate austautaria
Asmate austautaria là một loài bướm đêm trong họ Geometridae.